# Patagopteryx
Patagopteryx deferrariisi
Famille
Genre
Espèce
Patagopteryx est un genre monotypique fossile d'oiseaux (Euornithes) ornithuromorphes qui a vécu au Crétacé supérieur, il y a environ 80 millions d'années, dans ce qui est maintenant la Sierra Barrosa dans le nord-ouest de la Patagonie, en Argentine. De la taille d'un poulet, il s'agit du premier exemple connu sans équivoque d'incapacité secondaire à voler : son squelette montre des indications claires que les ancêtres de Patagopteryx étaient des oiseaux volants.

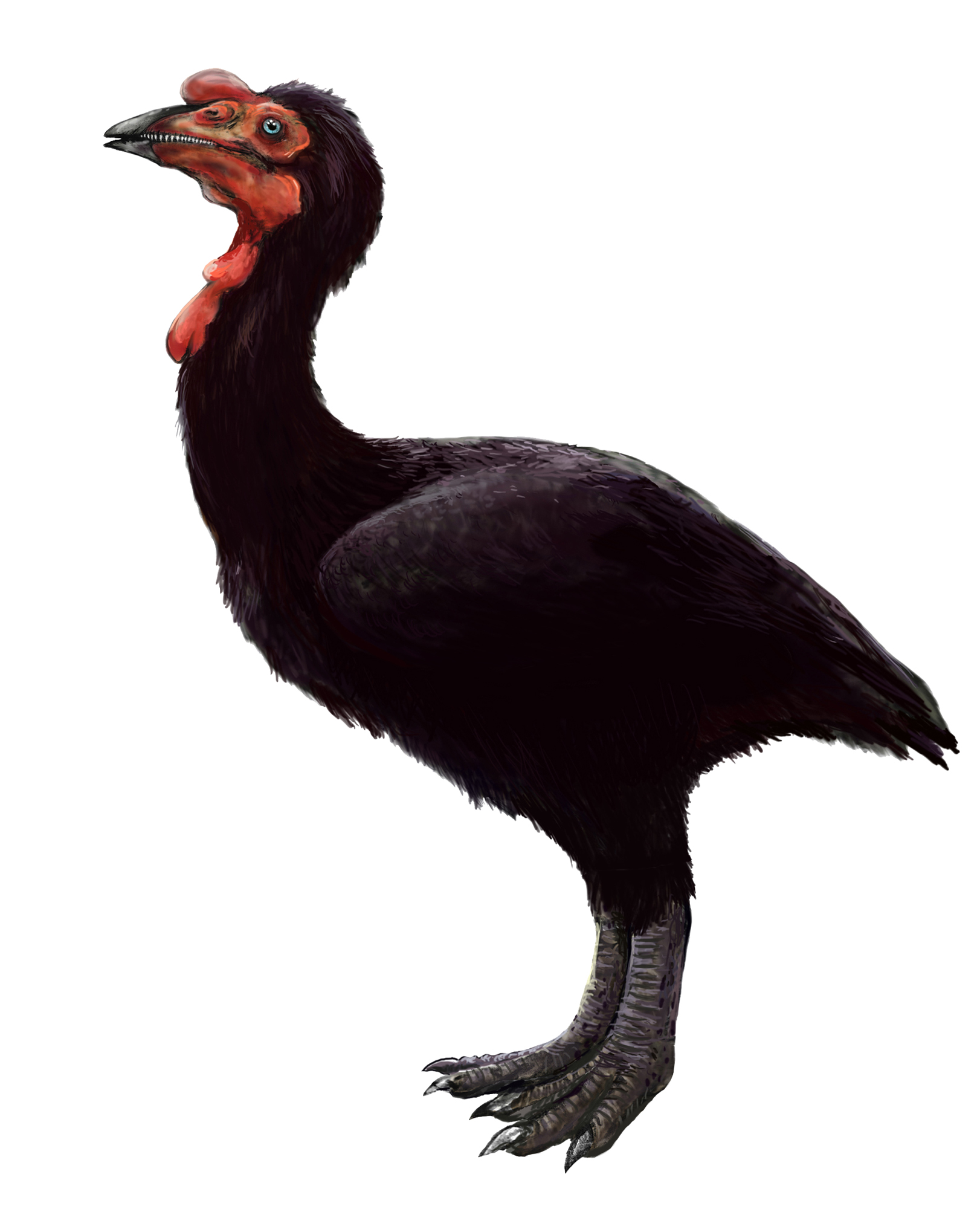
Vue d'artiste de Patagopteryx deferrariisi.

Situés dans les strates de la formation santonienne du Bajo de la Carpa, les vestiges d'origine ont été découverts par Oscar de Ferrariis, directeur du Musée d'histoire naturelle de l'Université nationale Comahue à Neuquén vers 1984-5. Il les a transmis au célèbre paléontologue José Bonaparte, qui a décrit, avec Herculano de Alvarenga (d), l'espèce Patagopteryx deferrariisi en 1992.

## Caractéristiques
Patagopteryx avait des pattes avec des os fusionnés, un peu comme les oiseaux modernes. L'oiseau n'avait pas de furcula, ce qui signifiait qu'il lui aurait été impossible d'avoir les muscles nécessaires pour voler. Les pattes avaient des fémurs très courts, caractéristiques d'un animal coureur. Le deuxième orteil a une griffe incurvée, mais il ne semble pas avoir été utilisé comme arme. Il était omnivore et a probablement voyagé en bandes à travers les plaines d'Amérique du Sud.

## Classification
Une analyse phylogénétique conduite par Michael Lee et ses collègues en 2013, a permis d'établir le cladogramme suivant qui place Patagopteryx en position basale parmi les Ornithuromorpha, en groupe frère du genre Vorona du  Crétacé supérieur de Madagascar :
- Ornithothoraces
  - †Enantiornithes
  - Euornithes
    - †Archaeorhynchus
    - 
      - †Jianchangornis
      - 
        - †Zhongjianornis
        - 
          - †Chaoyangia
          - 
            - †Schizooura
            - Ornithuromorpha
              - 
                - †Patagopteryx
                - †Vorona

              - 
                - †Ambiortus
                - 
                  - †Songlingornithidae
                  - 
                    - †Hongshanornithidae
                    - 
                      - †Apsaravis
                      - 
                        - †Gansus
                        - 
                          - †Hollanda
                          - Ornithurae
                            - †Ichthyornis
                            - 
                              - †Hesperornithes
                              - 
                                - †Limenavis
                                - Aves (oiseaux modernes)